# Strada pietonală Eugen Doga
Strada Eugen Doga (între 1997 și 2015 – strada Alexandru Diordiță) este o stradă pietonală⁠(d) din centrul orașului Chișinău, cuprinsă între străzile Columna și Constantin Tănase.

## Istorie

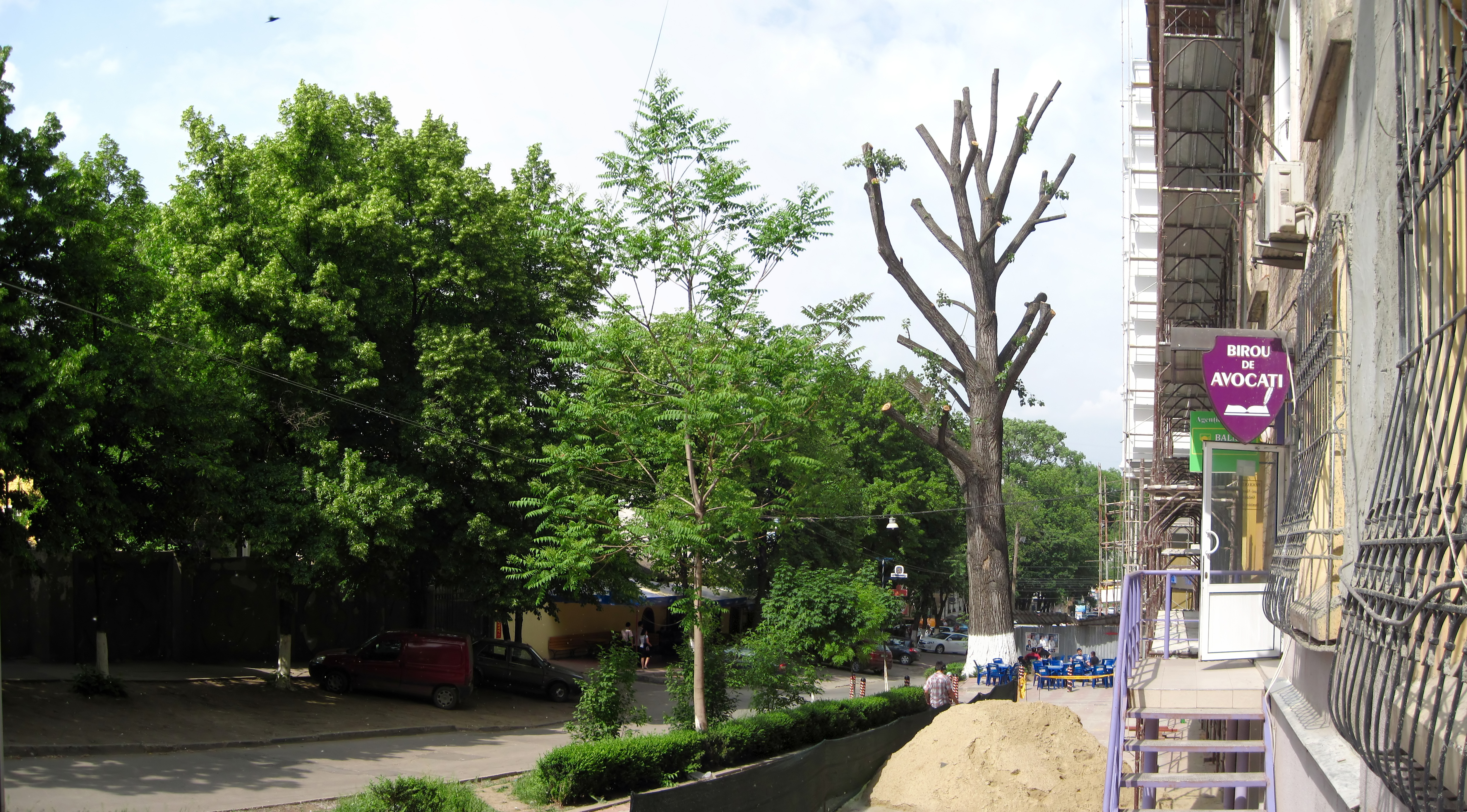
Lucrări de reconstrucție a străzii, mai 2013 (carosabilul era încă asfaltat).

Segmentul de 250 m care leagă scuarul Catedralei de strada Constantin Tănase a apărut pe harta orașului Chișinău în primul sfert al secolului al XIX-lea, când era parte a străzii Pavlovskaia, care făcea legătură între scuar și strada Albișoara – urmând aproximativ traiectoriile străzilor contemporane Eugen Doga și Petru Rareș. După intrarea Basarabiei în componența României Mari, denumirea străzii a fost românizată – Sfinții Apostoli Petru și Pavel. Până în 1940, strada a fost redenumită repetat – întâi Lascăr Catargiu, apoi Petru Rareș.
La sfârșitul anilor 1940, strada a devenit parte componentă a bulevardului Țentralnîi Luci (din rusă „Raza centrală”) – actualmente despărțit în bulevardele Renașterii și Grigore Vieru. Traficul de pe bulevardul încărcat nu trecea însă pe aici, fiind redirecționat împrejur – pe străzile paralele Mitropolit Gavriil Bănulescu-Bodoni și Aleksandr Pușkin (denumiri curente). După obținerea independenței, strada a fost parte componentă a străzii Cosmonauților – actualmente str. Constantin Tănase. A fost redenumită în memoria politicianului Alexandru Diordița în 1997, conform Hotărârii de Guvern nr. 686 din 13 decembrie 1996 „cu privire la eternizarea memoriei dlui Alexandru Diordița”. În noiembrie 2015, Consiliul municipal Chișinău a luat decizia de a redenumi strada în cinstea compozitorului Eugen Doga.

### Transformarea în stradă pietonală
Intenția autorităților de a transforma strada în una pietonală a apărut în februarie 2013. Începând cu 22 aprilie 2013, circulația automobilelor a fost interzisă, cu excepția riveranilor și vehiculelor de deservire; această regulă a fost însă încălcată un timp îndelungat. În mai 2013, s-a anunțat că un producător de bere local și-ar fi asumat cheltuielile de 5 milioane de lei pentru reamenajare. Într-un final, cheltuielile au ajuns la 12 milioane de lei, agentul economic contribuind cu 3 milioane, iar restul banilor fiind alocați din bugetul municipal. Lucrările de amenajare au inclus instalarea unui pavaj de granit, a unei rețele de scurgere pluvială, a unor felinare noi, cât și alte modificări cosmetice și decorative. Transformarea în stradă pietonală a durat doi ani, darea în exploatare fiind amânată de mai multe ori.
Inaugurarea străzii pietonale a avut loc în 2014. Presa a raportat în repetate rânduri despre calitatea proastă a pavajului de granit.

## Descriere
Strada are o lungime de 250 m și este cuprinsă între străzile Columna (în deal, de la intrarea nord-estică în parcul Catedralei) și Constantin Tănase (în vale, lângă sediul Ministerului Finanțelor), având o traiectorie rectilinie nord-estică. Este intersectată perpendicular, aproximativ la mijloc, de strada Alexandru cel Bun. Este închisă traficului rutier pe toată lungimea sa, aici fiind instituită zonă pietonală⁠(d).

## Obiective

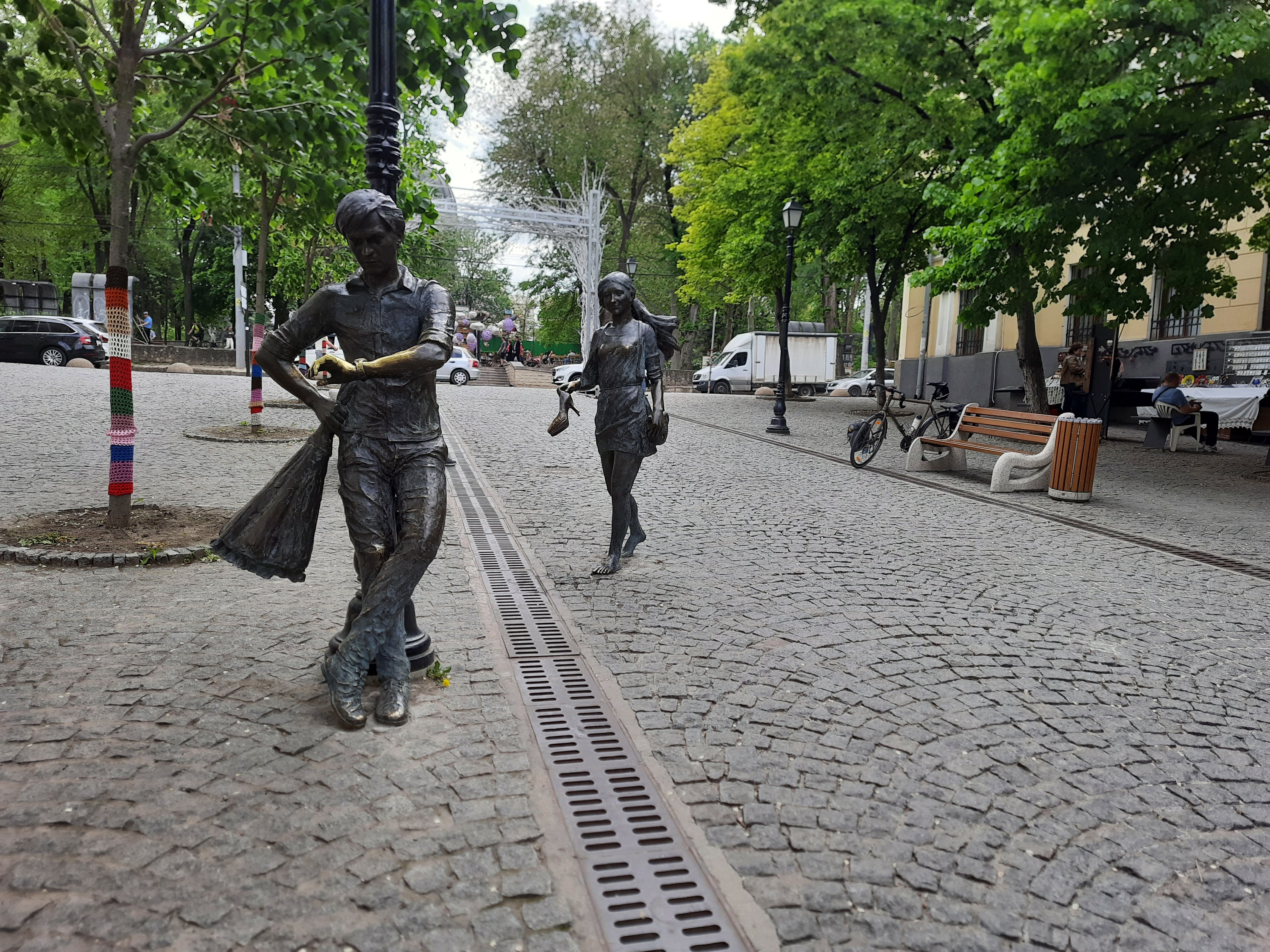
Compoziție sculpturală pe stradă

Pe această stradă sunt amplasate mai multe restaurante. În clădirea cu nr. 5 activează Centrul Cultural Evreiesc „KEDEM” (fosta sinagogă), iar vizavi, în parterul clădirii de apartamente de pe str. Alexandru cel Bun 96, este amplasată biblioteca „Ițic Mangher”, filială a Bibliotecii municipale „Bogdan Petriceicu-Hasdeu”. La intersecția cu str. Constantin Tănase se află sediul Ministerului Finanțelor al Republicii Moldova.
Patru clădiri amplasate de-a lungul străzii au (sau au avut) statut de patrimoniu cultural (toate sunt amplasate pe partea impară, nord-vestică):
- str. Columna, 106: Conacul urban Catargi – monument istoric și de arhitectură de importanță națională, inclus în Registrul monumentelor Republicii Moldova ocrotite de stat
- str. Alexandru cel Bun, 98 (demolată): Casă de raport – monument de arhitectură de importanță națională, inclus în Registrul monumentelor Republicii Moldova ocrotite de stat
- str. Eugen Doga, 3: Case de raport cu prăvălii și ateliere – monument de arhitectură de însemnătate locală, inclus în Registrul monumentelor de istorie și cultură a municipiului Chișinău
- str. Eugen Doga, 5: Clădirea fostei sinagogi – monument de arhitectură de însemnătate locală, inclus în Registrul monumentelor de istorie și cultură a municipiului Chișinău

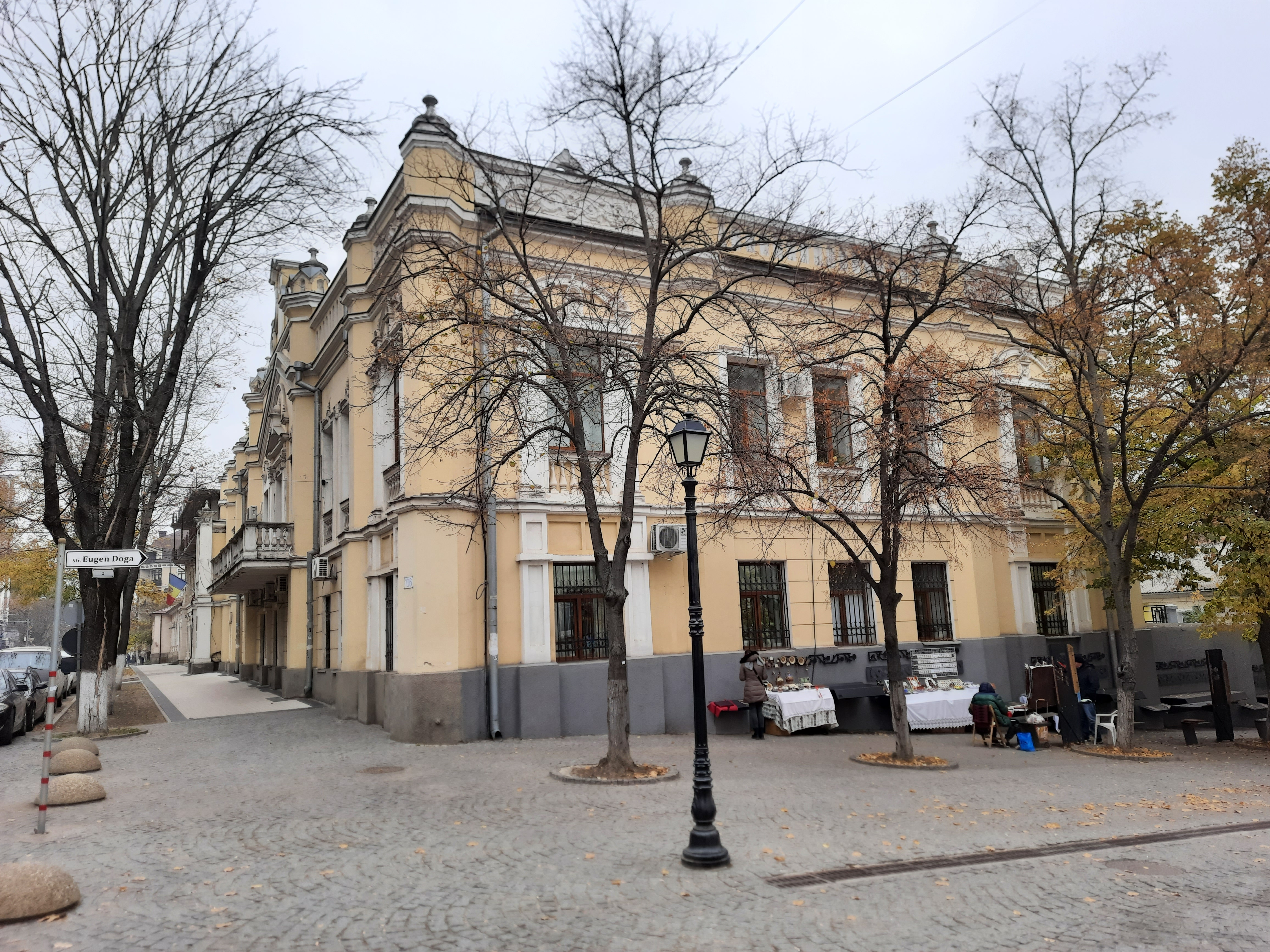
Conacul urban Catargi – latura dinspre strada Eugen Doga
(Casa de raport a fost demolată)
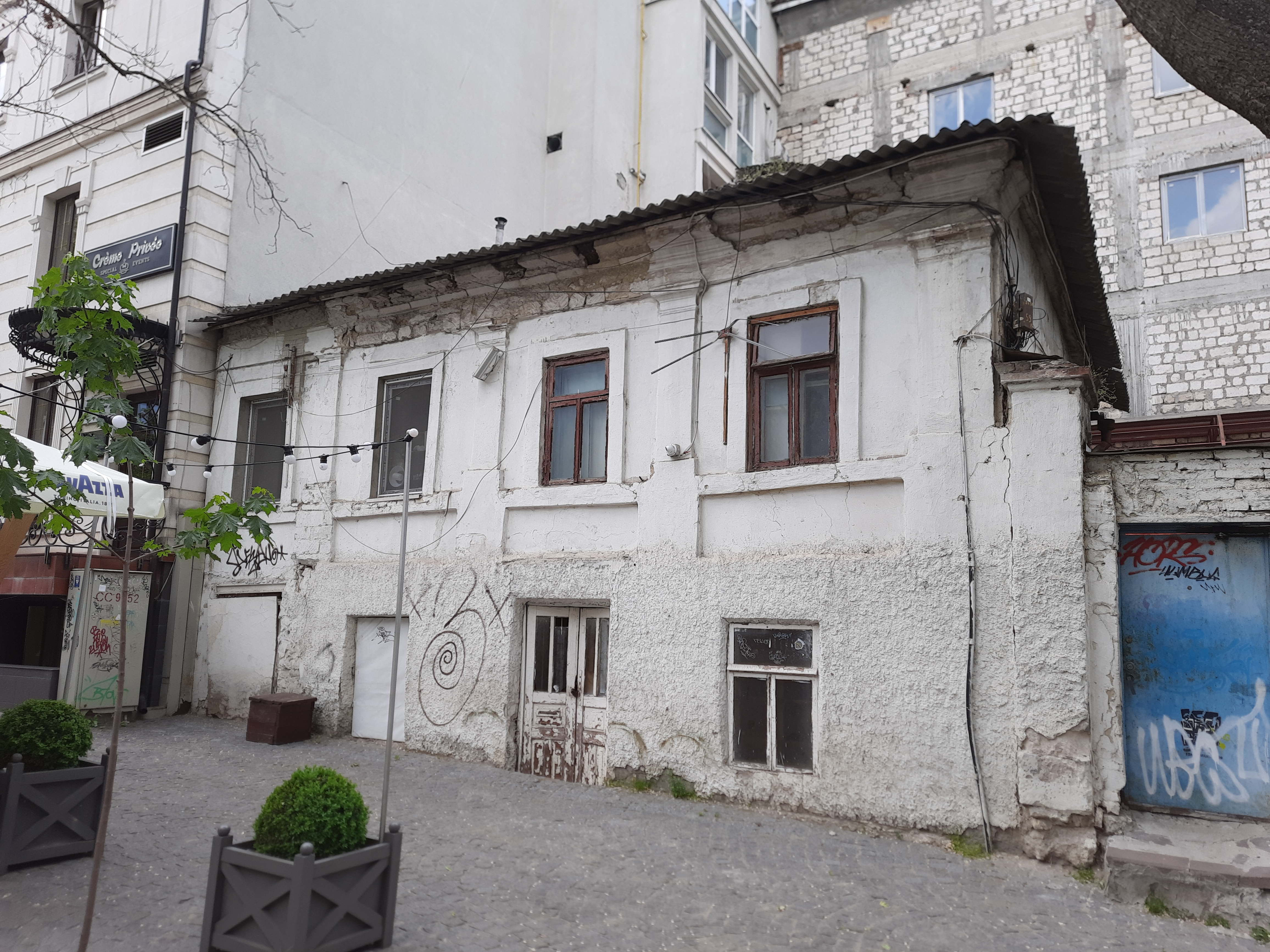
Case de raport cu prăvălii și ateliere
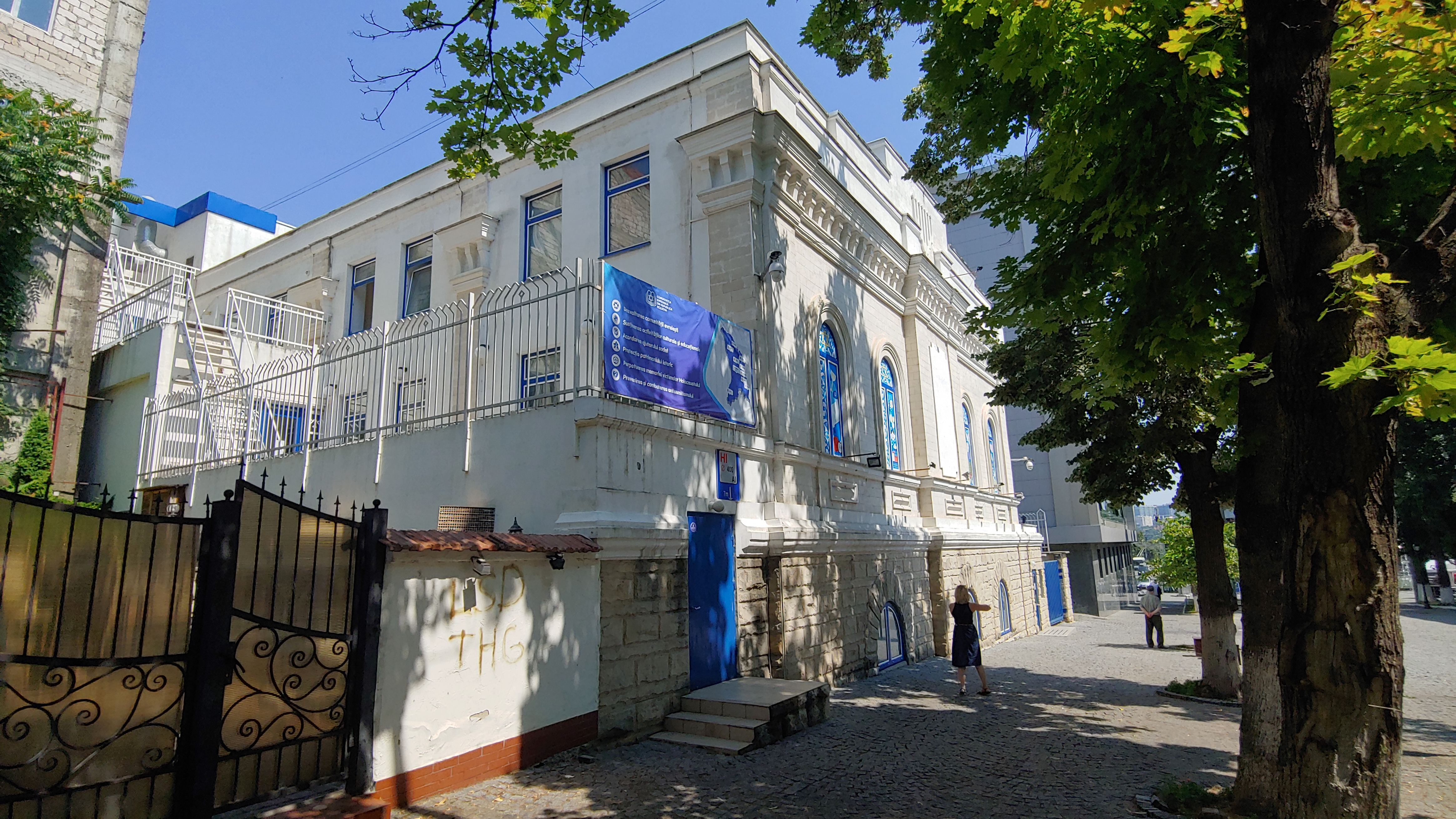
Clădirea fostei sinagogi, actualmente sediul Centrului Cultural Evreiesc „KEDEM”

De asemenea, strada oferă o perspectivă asupra Catedralei Mitropolitane, cât și asupra aleii pietonale de pe bulevardul Grigore Vieru în direcția opusă.
În 2017, de ziua orașului, în partea superioară a străzii a fost instalată o compoziție sculpturală din bronz permanentă, care reprezintă doi îndrăgostiți: un băiat și o fată. În 2021 au fost amenajate 21 de locuri de comerț al obiectelor de artizanat și suvenirelor, ca extensie a spațiului amenajat pentru aceeași activitate de-a lungul străzii învecinate Columna.